# Уялово
Уя́лово (рос. Уялово, башк. Уял) — присілок у складі Шаранського району Башкортостану, Росія. Входить до складу Акбарісовської сільської ради.
Населення — 159 осіб (2010; 159 у 2002).
Національний склад:
- марійці — 94 %